# 池内紀
池内 紀（いけうち おさむ、1940年11月25日 - 2019年8月30日）は、日本のドイツ文学者、エッセイスト、翻訳家。
カフカを中心にドイツ文学の評論・翻訳が専門。旅行記や人物伝、大衆芸能と幅広く文筆活動を行う。著書に『ウィーンの世紀末』（1981年）、『海山のあいだ』（1994年）、『カント先生の散歩』（2016年）など。

## 来歴・人物
兵庫県姫路市出身。姫路市立城北小学校卒業。兵庫県立姫路西高等学校卒業、東京外国語大学外国語学部卒業、1965年東京大学大学院人文科学研究科修士課程修了。神戸大学講師、旧：東京都立大学助教授、1986年東京大学文学部助教授を経て、1990年に教授。定年前の1996年に早期退官。
以後は文筆業、翻訳家として幅広く活躍し、特にフランツ・カフカの全作品の翻訳・伝記著述で著名。NHKFM放送「日曜喫茶室」の準レギュラー。将棋の観戦記を執筆したこともあり、2001年から2003年まで将棋ペンクラブ大賞の選考委員も務めた。
子息にアラブ研究者の池内恵、弟に宇宙物理学者・天文学者の池内了がいる。
種村季弘、平賀敬、恩田侑布子、秋山祐徳太子、原田多加司らとも「酔眼朦朧湯煙句会」を行っていた。俳号は「黙念」。
2019年8月30日、虚血性心不全のため死去、78歳。

## 著作一覧
- 「池内紀の仕事場」全8巻（みすず書房） 2004 - 2005 - 著作選集

1. 『世紀末の肖像』
2. 『〈ユダヤ人〉という存在』
3. 『カフカを読む』
4. 『自由人の暮らし方』
5. 『文学の見本帖』
6. 『架空の旅行記』
7. 『名人たちの世界』
8. 『世間をわたる姿勢』

### 詩集・小説
- 『傀儡師の歌 詩集』（思潮社） 1973
- 『喜劇人間百科 あるいはブヴァールとペキュシェ物語』（村松書館） 1980
- 『天のある人 二十三の物語』（河出書房新社） 1989
- 『開化小説集』（岩波書店） 1991
- 『閣下、ご臨終です』（講談社） 1991
- 『錬金術師通り 五つの都市をめぐる短篇集』（文藝春秋） 1993
- 『街が消えた!』（新潮社） 1992
- 『ペトリの祭檀』（東逸子絵、新書館） 1997
- 『播磨ものがたり』（神戸新聞総合出版センター） 1997
- 『川の司祭 十二の塔の物語』（マガジンハウス） 1999
- 『シロターノフの帰郷 短篇集』（イッセー尾形挿画、青土社） 2011
- 『昭和の青春 播磨を想う』（神戸新聞総合出版センター） 2020

### 随筆・評論
- 『天狗洞食客記』（コーベブックス、南柯叢書、近代文学逍遙5） 1976 - 牧野信一論
- 『諷刺の文学』（白水社、白水叢書） 1978、新装版 1995 - 第10回亀井勝一郎賞受賞
- 『眼玉のひっこし』（冥草舎） 1979
- 『書斎のコロンブス』（冬樹社） 1982、改訂版『本を焚く』（冬樹社ライブラリー） 1990
- 『温泉 湯の神の里をめぐる』（白水社） 1982
- 『ことばの演芸館 笑いの文章読本』（白水社） 1983
- 『恋愛読本』（彌生書房） 1984
- 『猿飛レゲンデ 日本文学覗き箱』（沖積舎） 1985
- 『風景読本』（彌生書房） 1985
- 『M博士 往来の思想』（青土社） 1985
- 『私の人物博物館』（筑摩書房） 1987
- 『地球の上に朝がくる 懐かしの演芸館』（河出書房新社） 1987／ちくま文庫 1992
- 『温泉旅日記』（河出書房新社） 1988／徳間文庫 1996
- 『伝綺肖像館』（日本文芸社） 1989
- 『文学の森を歩く』（筑摩書房） 1989
- 『旅の音楽』（音楽之友社） 1989
- 『西洋温泉事情』（鹿島出版会） 1989
- 『新編綴方教室』（平凡社） 1989／平凡社ライブラリー 1993
- 『恋文物語』（新潮社） 1990／ちくま文庫 1994
- 『ガラメキ温泉探険記』（メディアファクトリー） 1990
- 『悪魔の話』（講談社現代新書） 1991／講談社学術文庫 2013
- 『読書見本帖』（丸善ライブラリー） 1991
- 『旅に出たい』（平凡社） 1992
- 『少年探検隊』（平凡社） 1992
- 『一〇一冊の図書館』（丸善ライブラリー） 1993
- 『ことばの引き出し』（大修館書店） 1993
- 『海山のあいだ』（マガジンハウス） 1994／角川文庫 1997、中公文庫 2011 - 講談社エッセイ賞受賞
- 『20世紀博物館』（平凡社） 1994
- 『私はこうして読書をたのしんだ』（中央公論社） 1994
- 『幻獣の話』（講談社現代新書） 1994／講談社学術文庫 2020
- 『雲は旅人のように 湯の花紀行』（日本交通公社出版事業局） 1995
- 『架空旅行記』（鹿島出版会） 1995
- 『ああ天地の神ぞ知る ニッポン発見旅』（講談社） 1995
- 『とっておき美術館』（講談社） 1996／改題『ちょっと寄り道美術館』（光文社知恵の森文庫） 2003
- 『見知らぬオトカム 辻まことの肖像』（みすず書房） 1997
- 『文学探偵帳』（平凡社） 1997
- 『遊園地の木馬』（みすず書房） 1998
- 『山の朝霧 里の湯煙』（山と溪谷社） 1998／ヤマケイ文庫 2020
- 『いまは山中いまは浜』（岩波書店） 1998
- 『はなしの名人 東京落語地誌』（角川選書） 1999
- 『湯めぐり歌めぐり』（集英社新書） 2000
- 『日本の森を歩く』（山と溪谷社） 2001
- 『なじみの店』（みすず書房） 2001
- 『ちょん髷とネクタイ 時代小説を楽しむ』（新潮社） 2001
- 『マドンナの引っ越し』（晶文社） 2002
- 『池内紀 生きる知恵』（日本放送出版協会） 2002
- 『川の旅』（青土社） 2002
- 『無口な友人』（みすず書房） 2003
- 『二列目の人生 隠れた異才たち』（晶文社） 2003／集英社文庫 2008
- 『生きかた名人 たのしい読書術』（集英社） 2004／改題 『作家の生きかた』集英社文庫 2007
- 『ニッポン発見記』（講談社現代新書） 2004／中公文庫 2012
- 『ひとり旅は楽し』（中公新書） 2004
- 『町角ものがたり』（白水社） 2004
- 『森の紳士録 ぼくの出会った生き物たち』（岩波新書） 2005
- 『山の仲間たち』（幻戯書房） 2005
- 『なぜかいい町一泊旅行』（光文社新書） 2006
- 『あだ名の人生』（みすず書房） 2006
- 『異国を楽しむ』（中公新書） 2007
- 『川を旅する』（ちくまプリマー新書） 2007
- 『池内式文学館』（白水社） 2007
- 『出ふるさと記』（新潮社） 2008／中公文庫 2011
- 『ひとつとなりの山』（光文社新書） 2008
- 『富の王国 - ロスチャイルド』（東洋経済新報社） 2008
- 『世の中にひとこと』（NTT出版、ライブラリーレゾナント） 2009
- 『日本風景論』（角川選書） 2009
- 『東京ひとり散歩』（中公新書） 2010
- 『祭りの季節』（池内郁写真、みすず書房） 2010
- 『文学フシギ帖 日本の文学百年を読む』（岩波新書） 2010
- 『ことばの哲学 関口存男のこと』（青土社） 2010
- 『人と森の物語』（集英社新書） 2011
- 『作家のへその緒』（新潮社） 2011
- 『今夜もひとり居酒屋』（中公新書） 2011
- 『恩地孝四郎 一つの伝記』（幻戯書房） 2012 - 読売文学賞評論・伝記賞受賞[3]
- 『東京いいまち一泊旅行』（光文社新書） 2012
- 『きまぐれ歴史散歩』（中公新書） 2013
- 『ニッポンの山里』（山と渓谷社） 2013
- 『ニッポン周遊記 町の見つけ方・歩き方・つくり方』（青土社） 2014
- 『目玉の体操』（幻戯書房） 2014
- 『戦争よりも本がいい』（講談社） 2014
- 『本は友だち』（みすず書房） 2015
- 『ニッポン旅みやげ』（青土社） 2015
- 『亡き人へのレクイエム』（みすず書房） 2016
- 『旅の食卓』（亜紀書房） 2016
- 『きょうもまた好奇心散歩』（新講社） 2016
- 『散歩本を散歩する』（交通新聞社） 2017
- 『すごいトシヨリBOOK トシをとると楽しみがふえる』（毎日新聞出版） 2017
- 『記憶の海辺 一つの同時代史』（青土社） 2017
- 『みんな昔はこどもだった』（講談社） 2018
- 『湯けむり行脚 池内紀の温泉全書』（山川出版社） 2019
- 『東海道ふたり旅 道の文化史』（春秋社） 2019
- 『ことば事始め』（亜紀書房） 2019

### ドイツ文学・文化論関係
- 『ウィーン 都市の詩学』（美術出版社、美術選書） 1973
  - 改訂『ウィーン ある都市の物語』（ちくま文庫） 1989
- 『シレジアの白鳥』（村松書館） 1978
- 『世紀末と楽園幻想』（白水社） 1981／白水Uブックス 1992
- 『ウィーンの世紀末』（白水社） 1981／白水Uブックス 1992
- 『ウィーン 都市の万華鏡』（音楽之友社、音楽選書）1983
- 『世紀末の窓 二十一の肖像』（美術公論社） 1983
- 『闇にひとつ炬火あり ことばの狩人 カール・クラウス』（筑摩書房、水星文庫） 1985
  - 改題『カール・クラウス 闇にひとつ炬火あり』（講談社学術文庫） 2015
- 『ザルツブルク 祝祭都市の光と影』（音楽之友社） 1988／ちくま文庫 1996
- 『道化のような歴史家の肖像』（みすず書房） 1988 - エゴン・フリーデル論
- 『ウィーンの森の物語 ウィーン耳の旅』（主婦の友社） 1989 - CD付き
- 『モーツァルトとは何か』（文藝春秋） 1991
  - 改題『モーツァルト考』（講談社学術文庫） 1996
- 『カフカのかなたへ』（青土社） 1993／講談社学術文庫 1998
- 『ハプスブルクの旗のもとに』（NTT出版、気球の本） 1995
- 『ぼくのドイツ文学講義』（岩波新書） 1996
- 『姿の消し方 - 幻想人物コレクション』（集英社） 1998
  - 改題『モーツァルトの息子 史実に埋もれた愛すべき人たち』（光文社知恵の森文庫） 2008
- 『ちいさなカフカ』（みすず書房） 2000
- 『ゲーテさんこんばんは』（集英社） 2001／集英社文庫 2005 - 桑原武夫学芸賞受賞[3]
- 『ドイツ 町から町へ』（中公新書） 2002
- 『カフカの書き方』（新潮社） 2004
- 『カフカの生涯』（新書館） 2004／白水Uブックス 2010
- 『となりのカフカ』（光文社新書） 2004
- 『自由人は楽しい モーツァルトからケストナーまで』（日本放送出版協会、NHKライブラリー） 2005
- 『ある女流詩人伝』（青土社） 2012 - ユーリエ・シュライダー（1882 - 1939）の伝記
- 『カント先生の散歩』（潮出版社） 2013／潮文庫 2016
- 『消えた国 追われた人々 東プロシアの旅』（みすず書房） 2013／ちくま文庫 2019
- 『闘う文豪とナチス・ドイツ トーマス・マンの亡命日記』（中公新書） 2017
- 『ドイツ職人紀行』（東京堂出版） 2018
- 『ヒトラーの時代 ドイツ国民はなぜ独裁者に熱狂したのか』（中公新書） 2019

## 翻訳
- 『カール・クラウス詩集』（思潮社） 1967
- 『人類最期の日々』（カール・クラウス、「著作集9・10」法政大学出版局） 1971、新版（上・下） 2016
- 『眩暈』（エリアス・カネッティ、法政大学出版局） 1972、新版 2004、改版 2014
- 『猶予された者たち 戯曲』（エリアス・カネッティ、小島康男共訳、法政大学出版局） 1975
- 『アフォリズム』（カール・クラウス、編訳「著作集5」法政大学出版局） 1978
- 『蚤の親方』（ホフマン「世界文学全集18」集英社） 1979
- 『ガレッティ先生失言録』（編訳、創土社） 1980
  - 改訂版『象は世界最大の昆虫である』（白水社） 1992、白水Uブックス 2005
- 『同時代人の肖像』（フランツ・ブライ、法政大学出版局、叢書・ウニベルシタス） 1981
- 『さまざまな場所 死の影の都市をめぐる』（ジャン・アメリー、法政大学出版局、叢書・ウニベルシタス） 1983
- 『罪と罰の彼岸』（ジャン・アメリー、法政大学出版局、叢書・ウニベルシタス） 1984
  - 改訂版『罪と罰の彼岸 打ち負かされた者の克服の試み』（みすず書房） 2016
- 『ホフマン短篇集』（E.T.A.ホフマン、岩波文庫） 1984
- 『影をなくした男』（A.シャミッソー、岩波文庫） 1985
- 『香水 ある人殺しの物語』（パトリック・ジュースキント、文藝春秋） 1988、文春文庫 2003
- 『ウィーン世紀末文学選』（編訳、岩波文庫） 1989
- 『聖なる酔っぱらいの伝説』（ヨーゼフ・ロート、白水社） 1989、白水Uブックス 1995／増訂・岩波文庫 2013 - 他四篇を新訳
- 『夢小説・闇への逃走』（アルトゥル・シュニッツラー、岩波文庫） 1990
- 『蜘蛛の巣』（ヨーゼフ・ロート、白水社） 1991
- 『ウッツ男爵 - ある蒐集家の物語』（ブルース・チャトウィン、文藝春秋） 1993、白水Uブックス 2014
- 『古代への情熱』（ハインリヒ・シュリーマン、編訳、小学館地球人ライブラリー） 1995
- 『リヒテンベルク先生の控え帖』（G・C・リヒテンベルク、編訳、平凡社ライブラリー） 1996
- 『音楽家の恋文』（クルト・パーレン、西村書店） 1996
- 『ウィーン 1890 - 1920 芸術と社会』（R・ヴァイセンベルガー編、岡本和子共訳、岩波書店） 1995
- 『ファウスト』全2巻（ゲーテ、集英社） 1999 - 2000、集英社文庫 2004 - 毎日出版文化賞受賞[3]
- 『黄色い街』（ベーツァ・カネッティ（夫人）、法政大学出版局） 1999
- 『蟹の横歩き ヴィルヘルム・グストロフ号事件』（ギュンター・グラス、集英社） 2003
- 『永遠平和のために』（イヌマエル・カント、綜合社（集英社）） 2007、新版 2015
- 『ブリキの太鼓』（ギュンター・グラス、河出書房新社、世界文学全集12） 2010
- 『ドナウ - ある川の伝記』（クラウディオ・マグリス、NTT出版） 2012

### カフカ関連
- 『カフカ短篇集』（編訳、岩波文庫） 1987
- 『カフカ寓話集』（編訳、岩波文庫） 1998
- 『カフカの恋人たち』（ネイハム・N・グレイツァー、朝日新聞社） 1998
- 「フランツ・カフカ小説全集」白水社（全6巻）2000 - 2002／白水Uブックス 全8巻 2006
 ※初刊で2002年度日本翻訳文化賞受賞
  - 『失踪者』 2000
河出書房新社「世界文学全集 Ⅱ-02」に収録 2009
  - 『変身』 2001
  - 『城』 2001
  - 『万里の長城』 2001
  - 『審判』 2001
  - 『掟の問題』 2002
- 『ミレナへの手紙』（フランツ・カフカ、白水社） 2013

### 児童向け
- 『魔女様御優待乗車賃無料』（編訳、高岸昇絵、書肆山田、世界のライト・ヴァース） 1982
- 『グリム童話集』全3巻（グリム兄弟、アーサー・ラッカム絵、新書館）1985、ちくま文庫（上・下）1989
- 『かめのスープはおいしいぞ』（アンドレ・オデール、ほるぷ出版） 1985
- 『ふしぎないきもの』（アネリース・シュヴァルツ、ほるぷ出版） 1990
- 『ゾマーさんのこと』（パトリック・ジュースキント、ジャン＝ジャック・サンペ絵、文藝春秋） 1992
- 『レンヒェンのひみつ』（ミヒャエル・エンデ、岩波書店） 1992
- 『ケストナーの「ほらふき男爵」』（エーリヒ・ケストナー、泉千穂子共訳、筑摩書房） 1993、ちくま文庫  2000
- 『魔法の学校 エンデのメルヒェン集』（ミヒャエル・エンデ、佐々木田鶴子, 田村都志夫, 矢川澄子共訳、岩波書店） 1996、岩波少年文庫（上・下） 2017
- 『ちいさなヘーヴェルマン』（リスベート・ツヴェルガー、太平社） 1997
- 『鼻のこびと』（ヴィルヘルム・ハウフ、太平社） 1999
- 『アデレード そらとぶカンガルーのおはなし』（トミー・ウンゲラー、ほるぷ出版） 2010
- 『飛ぶ教室』（エーリヒ・ケストナー、新潮文庫） 2014

## 共編著

### 共著
- 『翻訳の日本語』（川村二郎共著、中央公論社、日本語の世界15） 1981／中公文庫 2000
- 『世紀末ウィーンを歩く』（南川三治郎写真、新潮社、とんぼの本） 1987
- 『ウィーン四季暦』（喜多木ノ実画、東京書籍） 1991
- 『ハプスブルク物語』（南川三治郎写真、新潮社、とんぼの本） 1993
- 『ドイツ四季暦 春・夏』（喜多木ノ実画、東京書籍） 1994
- 『ドイツ四季暦 秋・冬』（喜多木ノ実画、東京書籍） 1994
- 『地球の上に朝がくる - 川田晴久読本』（中央公論新社） 2003
- 『世界の名作を読む - 海外文学講義』（工藤庸子, 柴田元幸, 沼野充義、放送大学教材） 2007、改訂版 2011／角川ソフィア文庫 2016
- 『澁澤龍彦の記憶』（巖谷國士, 酒井忠康, 中沢けい, 養老孟司、河出書房新社） 2018
- 『万葉集の詩性』（角川新書） 2019 - 随想「自伝的万葉の旅」

### 座談・対談
- 「世紀末 貴族のたそがれ」（安野光雅、平凡社、『空想茶房』） 1986
- 『快著会読』（川本三郎, 奥本大三郎、リクルート出版） 1990
- 『うその学校』（松山巌、高岸昇画、筑摩書房） 1994
- 「太平洋戦争期の日本の言論と熱狂は、第一次大戦のドイツとソックリです」（保阪正康、山川出版社、『戦争とこの国の150年』） 2019
- 『すごいトシヨリ散歩』（川本三郎、毎日新聞出版） 2021
  - CD2枚組『対談 池内紀 vs 川本三郎 本は友達』（書肆フローラ） 2021

### 編訳（共著）
- 『禿鷹』（フランツ・カフカ、国書刊行会、バベルの図書館） 1988、新編 2013
- 「万里の長城」（カフカ、『澁澤龍彦文学館 10 迷宮の箱』筑摩書房） 1990
- 『ユダヤの言葉』（ヴィクトール・マルカ編、マルク・シャガール絵、紀伊国屋書店） 1996
- 『カフカ クラシック・コミックス』（訳、西岡兄妹構成・作画、ヴィレッジブックス） 2010

### 編著
- 『ドイツの世紀末〈1〉ウィーン 聖なる春』（原研二, 須永恒雄, 中居実, 檜山哲彦訳、国書刊行会） 1986、新装版 1997
- 『名随筆選 音楽の森 5 旅の音楽』（音楽之友社） 1989
- 『西洋温泉事情』（編著、鹿島出版会） 1989
- 『日本幻想文学集成 7 石川淳』（国書刊行会） 1991
- 『読んで旅する世界の歴史と文化 ドイツ』（新潮社） 1992
- 『美しき町 / 西班牙犬の家 他六篇』（佐藤春夫、岩波文庫） 1992
- 『日本幻想文学集成 13 小川未明』（国書刊行会） 1992、新編 2017
- 『日本幻想文学集成 19 神西清』（国書刊行会） 1993
- 『日本幻想文学集成 29 花田清輝』（国書刊行会） 1994、新編 2016
- 『読んで旅する世界の歴史と文化 オーストリア』（新潮社） 1995
- 『ドイツ名句事典』（恒川隆男, 檜山哲彦共編、大修館書店） 1996
- 『深田久弥の山さまざま』（編・解説、五月書房、池内紀のちいさな図書館） 1996
- 『山下清の放浪日記』（編・解説、五月書房、池内紀のちいさな図書館） 1996
- 『早川良一郎のけむりのゆくえ』（編・解説、五月書房、池内紀のちいさな図書館） 1997
- 『福田蘭童の釣った魚はこうして料理』（編・解説、五月書房、池内紀のちいさな図書館） 1997
- 『江上波夫の蒙古高原横断記』（編・解説、五月書房、池内紀のちいさな図書館） 1997
- 『福沢一郎の秩父山塊』（編・解説、五月書房、池内紀のちいさな図書館） 1998
- 『素白先生の散歩』（岩本素白、編・解説、みすず書房、大人の本棚） 2001
- 『百間随筆』1・2（内田百閒、編、講談社文芸文庫） 2001 - 2002
- 『新編 みなかみ紀行』（若山牧水、編・解説、岩波文庫） 2002
- 『カフカ事典』（若林恵共編、三省堂） 2003
- 『尾崎放哉句集』（編、岩波文庫） 2007
- 『森毅の置き土産』（青土社） 2010 / 改題『森毅ベスト・エッセイ』（ちくま文庫） 2019
- 『ろんどん怪盗伝』（野尻抱影、編・解説、みすず書房、大人の本棚） 2011
- 『女の二十四時間 ツヴァイク短篇選』（編、みすず書房、大人の本棚） 2012
- 『森鷗外 椋鳥通信』上・中・下（編・注解、岩波文庫）2014 - 2015
- 『ル・アーヴルの波止場で 二十世紀歌謡・映画・ノスタルヒア・港町』（松井邦雄、龜鳴屋(私家版)） 2014
- 『ちいさな桃源郷 山の雑誌「アルプ」傑作選』（串田孫一ほか、編・解説、中公文庫） 2018

### アンソロジー
- 『温泉百話 - 東の旅』（種村季弘共編、ちくま文庫） 1988
- 『温泉百話 - 西の旅』（種村季弘共編、ちくま文庫） 1988
- 『ちくま文学の森』（安野光雅, 井上ひさし, 森毅共編、筑摩書房） 1988 - 1989 / 新編（ちくま文庫）  2010 - 2011
- 『ちくま哲学の森』（鶴見俊輔, 安野光雅, 井上ひさし, 森毅共編、筑摩書房） 1989 - 1990 / 新編（ちくま文庫） 2011 - 2012
- 『燐寸文学全集』（安野光雅共編、筑摩書房） 1993
- 『新・ちくま文学の森』（鶴見俊輔, 安野光雅, 井上ひさし, 森毅共編、筑摩書房） 1994 - 1996
- 『ちいさな桃源郷』（編、幻戯書房） 2003
- 『山の仲間たち』（編、幻戯書房） 2005
- 『日本文学100年の名作』全10巻（川本三郎, 松田哲夫共編、新潮文庫） 2016
- 『読鉄全書』（松本典久共編、東京書籍） 2018

## TV出演
- NHK - ハイビジョンスペシャル 煙はるかに 世界SL紀行 第1回「魔女の森ドイツ・ハルツ地方」2001年4月23日、2022年10月25日・26日、2023年5月9日・10日、2023年10月17日 放送